# José Varela de Limia
José Varela de Limia Menéndez, vizconde de San Alberto, (Gijón; agosto de 1874-Santiago de Compostela; 17 de marzo de 1946) fue un matemático y político español.

## Biografía

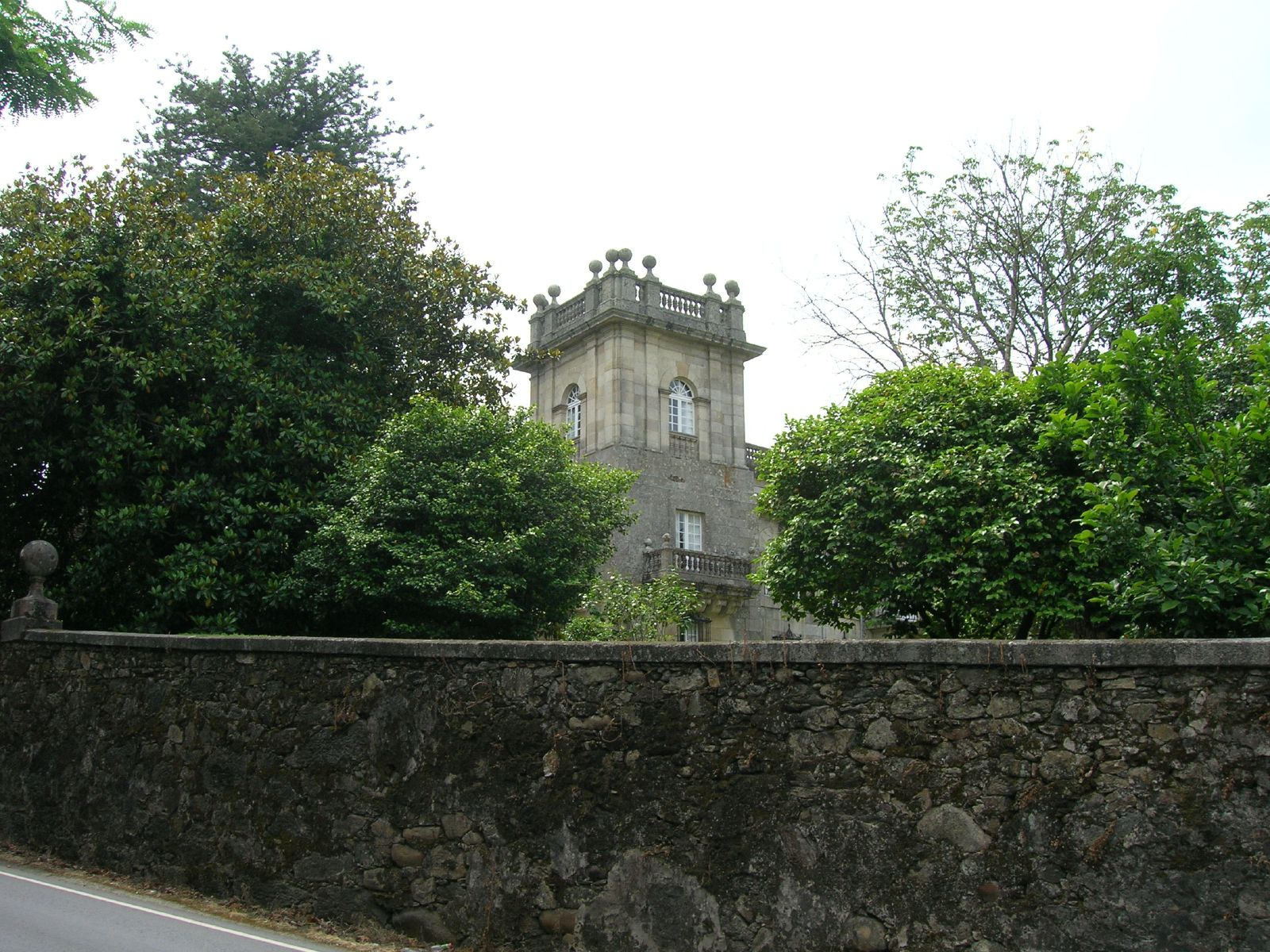
Pazo de la Pena do Ouro en Noya, que era de su propiedad.

Hijo de José Varela López de Limia y Cándida Menéndez Jove-Huergo. Estudió la carrera de Ciencias en la Universidad de Madrid y fue Doctor en Ciencias Exactas, además de profesor de la Universidad de Santiago de Compostela. Miembro del Partido Liberal-Conservador, fue elegido diputado provincial por el distrito de Padrón en 1899. Durante el gobierno de Antonio Maura fue gobernador civil de León (1907) y de Zamora (1907-1908). En 1910 fue candidato a diputado por el distrito de Muros-Negreira frente a Eugenio Montero Villegas, que fue el finalmente elegido. En 1911 volvió a ser candidato por el mismo distrito frente a Anselmo Villar Amigo, que sería el elegido. Fue presidente de la Real Sociedad Económica de Amigos del País de Santiago de 1912 a 1919. Fue senador por la Sociedad Económica de Amigos del País de Madrid en 1921,1922 y 1923. Fue consejero del Banco de España y era dueño del pazo Pena do Ouro en Noya.

## Vida personal
Se casó con Segunda Pais Gutiérrez, hija de Pedro Pais Lapido, y fue padre de María, Pedro, Carmen, Pilar y María Teresa Varela Pais.